# Telemensagem
Telemensagem é um serviço oferecido por empresas particulares na reprodução de textos, mensagens e afins, utilizando-se do sistema de telefonia (telemarketing) ou por sistemas de sons instalados em veículos propriamente preparados para este fim. No Brasil, empresas que oferecem este serviço através de veículos também são chamados de "mensagem ao-vivo", "loucuras de amor" ou "telecar".

## Classificação
Bastante difundidas na década de 1990, agências de telemensagens se espalharam rapidamente pelo Brasil devido ao seu baixo custo de investimento inicial. Atualmente pode-se dividir as agências de telemensagens em 3 níveis diferentes: profissional, intermediário e amador.

### Profissional
São as agências com sistema digital (informatizado) onde oferece várias opções de personalização da mensagem entre eles:
- Gravação de recado com a sua voz;
- Ouvir a reação do recebedor ao vivo;
- Possibilidade de criar uma mensagem com sua voz;
- Escolha do fundo musical;
- Gravação da reação de quem recebeu.

Além da capacidade de personalização, as agências profissionais também se diferem na forma em que o atendimento é realizado, contando com uma equipe qualificada, ágil e conhecedora dos temas oferecidos.
As grandes agências de telemensagem oferecem também produtos diferenciados como gravação da telemensagem enviada em CD, envio do conteúdo escrito da telemensagem, video mensagens e muito mais.

### Intermediário
São as agências que podem ou não possuir um sistema informatizado e com isso podem oferecer:
- Gravação do recado com sua voz (utilizando-se de um aparelho extra denominado "MD" ou mesmo em fitas k7)
- Reação de quem recebeu (pode ser gravada utilizando-se o MD ou fita K7 por exemplo, mas normalmente o serviço se dá na forma de "reação ao-vivo" aonde o solicitante da mensagem permanece na linha enquanto a mensagem é enviada (utilizando o recurso conferência que toda operadora telefônica oferece).Nesse tipo de agência as mensagens estão gravadas em CDs já com o fundo musical.

### Amador
São agências que em sua totalidade estão dentro de residências onde funcionam como complemento de renda. Os equipamentos são os mais simples possíveis, alguns CDs com mensagens gravadas com fundo musical, o cd-player e um telefone adaptado para a transmissão. A grande maioria das agências no Brasil se enquadram nessa última categoria.

## Declínio
Com o sistema de SMS oferecido pelas operadoras e a abertura do mercado através de aplicativos específicos nesta área, muitas empresas de tele mensagens fecharam suas portas a partir do início da década de 2010.